# Адриатическа есетра
Адриатическата есетра (Acipenser naccarii) е вид лъчеперка от семейство Есетрови (Acipenseridae). Видът е критично застрашен от изчезване.

## Разпространение
Видът е разпространен в Адриатическо море и големи реки, които се вливат в него от Албания, Гърция, Италия и държави от бивша Югославия.